# Даат Эмет

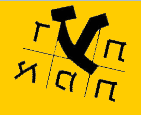
Даат эмет

Даат Эмет («Знание Истины») — израильская общественная организация, функционирующая с 1998 года. В 2002 году Даат Эмет приняла решение расширить фронт и объём своей социальной и общественной деятельности и намерена обратиться ко всем гражданам Израиля с разработанной им широкой программой либеральных культурных и гражданских реформ.

## Главная цель
Изучение классической еврейской культуры и пропаганда её научной, гуманистической интерпретации. Решая эту задачу, Даат Эмет осуществила целый ряд образовательных и культурных проектов, суть которых — разработка адекватной, исторически обоснованной интерпретации еврейского религиозного наследия и её распространение в израильском обществе.
В официальной декларации организации сказано, что её цель — «освобождение от религии» (shichrur mi-ha-dat).

## Противостояние с ортодоксальным иудаизмом
Деятельность «Даат Эмет» вызывает сильное противодействие со стороны ортодоксального иудаизма, который обвиняет создателей сайта «Даат Эмет» и саму организацию в подаче информации о религии в отрицательном и искажённом виде.
Так, например, глава ешивы «Биркат Йосеф» выпустил брошюру о том, каким образом организация искажает и интерпретирует в отрицательном свете ортодоксальный иудаизм.
Работники организации «Даат Эмет» привлекались к суду за агрессивную пропаганду своей литературы:
В 2001 году основатель организации «Даат Эмет» Яир Эврон был привлечён к суду за то, что в 2001 уговорил трех добровольцев организации войти без разрешения в ешиву в Бней-Браке и распространять листовки, которые не приветствуются местными жителями.
В 2005 году 4 члена «Даат Эмет» были осуждены за проникновение в синагогу и раскладывание брошюр на столах среди священных книг и свитков Торы, с целью оскорбить и дразнить учащихся и молящихся там людей.